# Contracția Lorentz
Contracția Lorentz, sau contracția lungimii, conform teoriei relativității restrânse, formulată la începutul secolului al XX-lea prin munca lui Einstein, Poincaré și Lorentz, este fenomenul fizic de reducere a lungimii detectate de un observator la obiecte care se deplasează la orice viteză nenulă față de acel observator. Aceste contracții (numite mai formal contracții Fitzgerald-Lorentz sau Lorentz-Fitzgerald) devin observabile, însă, la viteze apropiate de viteza luminii; iar contracția este doar în direcția paralelă cu direcția de deplasare a corpului observat.
Este important de notat că acest efect este neglijabil la vitezele comune, și poate fi ignorat în majoritatea cazurilor curente. Doar când un obiect se apropie de viteze de ordinul a 30.000.000 m/s, adică 1/10 din viteza luminii, efectul devine important. Când modulul vitezei se apropie de viteza luminii, efectul devine dominant, după cum se vede din formula:
{\displaystyle L_{1}={\frac {L_{0}}{\gamma }}}
unde
L0 este lungimea proprie (lungimea obiectului în sistemul în care este în repaus),
L1 este lungimea detectată de un observator,
{\displaystyle \gamma \ {\stackrel {\mathrm {def} }{=}}\ {\frac {1}{\sqrt {1-{\frac {u^{2}}{c^{2}}}}}}} este factorul Lorentz, (mereu mai mare ca 1)
u este viteza relativă a obiectului față de observator
c este viteza luminii.
Se observă că în această ecuație se presupune că obiectul este paralel cu linia sa de mișcare. De asemenea se observă că pentru observatorul în mișcare relativă, lungimea obiectului se măsoară scăzând distanțele măsurate simultan ale celor două capete ale ambelor capete ale obiectului. Pentru conversii mai generale, vezi Transformare Lorentz.
Un observator în repaus care vede un obiect care se deplasează cu viteza luminii va măsura lungimea obiectului în direcția deplasării ca fiind zero. Printre altele, aceasta sugerează că obiectele cu masă nu pot călători cu viteza luminii.